# Maria Teresa Ambrósio

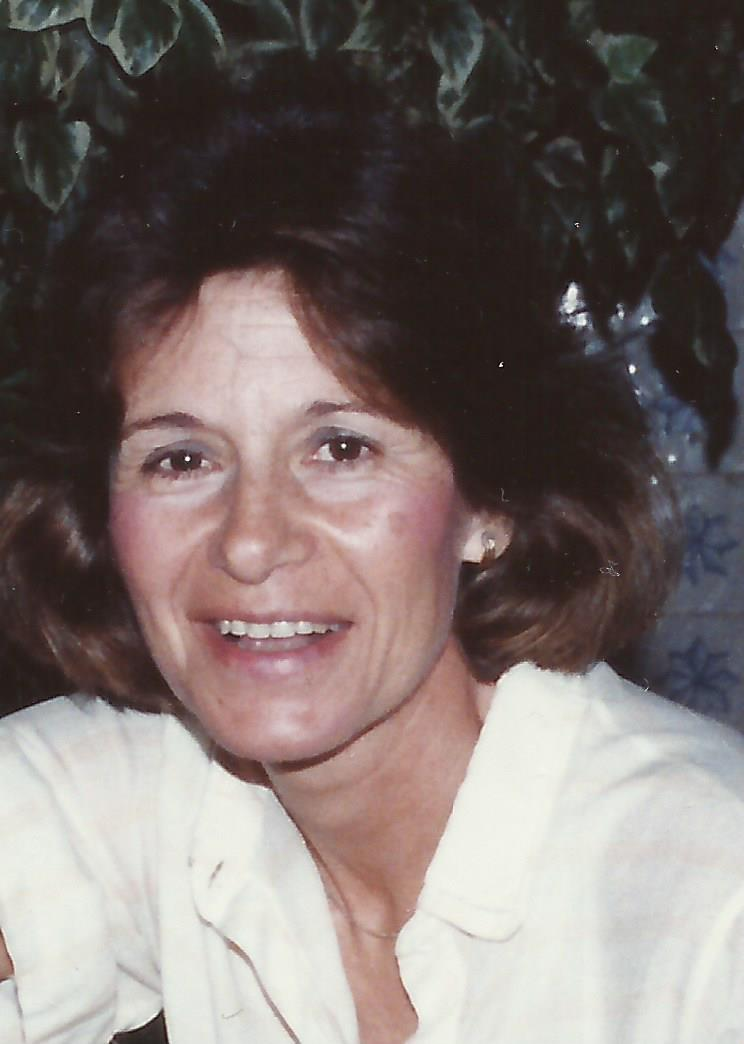
Teresa Ambrósio

Maria Teresa Vieira Bastos Ramos Ambrósio foi uma política e pedagoga portuguesa.

## Vida e obra
Nasceu em Vila Nova de Ourém, a 25 de julho de 1937, e faleceu em Lisboa, a 11 de setembro de 2006. Foi casada em primeiras núpcias com Amílcar José Ramos Ambrósio, com quem teve quatro filhos, Paulo de Bastos Ambrósio, Ana Margarida de Bastos Ambrósio Pessoa Fragoso, Filipe de Bastos Ambrósio e Sofia Isabel de Bastos Ambrósio, e dez netos. Casou em segundas núpcias com José Pedro Martins Barata.
A sua vasta atividade profissional encontra-se diversificada nas áreas da atividade académica, da cidadania, da política e da administração pública.

## Formação Académica
- Licenciatura em Ciências Físico-químicas, Universidade de Lisboa, Faculdade de Ciências, 1959;
- Pós-graduação em Ciências Pedagógicas, Universidade de Lisboa, Faculdade de Letras, 1960;
- Especialização em Planeamento de Educação, Instituto de Estudos Sociais, Haia, 1968;
- Diplôme d’Études Approfondies (D.E.A.) en Sciences Sociales, Institut  de  Recherche  Economique et de Planification, Université de Grenoble, 1976;
- Doctorat d’État ès-Lettres et Sciences Humaines - Sciences de l’Education, Université François Rabelais, Tours, 1987;
- Doutoramento (por equivalência) em Ciências da Educação, na especialidade Avaliação Social da Educação, Universidade de Lisboa, 1988.

## Cargos Académicos
- Professora Associada da Faculdade de Ciências e Tecnologia da Universidade Nova de Lisboa - Secção Autónoma de Ciências Sociais Aplicadas / Ciências da Educação, responsável pela Secção de Ciências da Educação e do grupo de disciplinas de Ciências da Educação;
- Professora Agrégée da Universidade de Tours, François Rabelais;
- Membro do Conselho Científico da Université Européenne de Formation, Tours;
- Coordenadora do Mestrado em Ciências da Educação, na área de Educação e Desenvolvimento;
- Orientadora de várias teses de doutoramento e de mestrado;
- Coordenadora da Unidade de Investigação em Educação e Desenvolvimento do Centro de Investigação em Ciências Sociais Aplicadas (CICSA), responsável por vários projetos de investigação.

## Cargos Políticos
- Deputada à Assembleia da República entre 1976 e 1983,  tendo exercido funções de Vice-Presidente do Grupo Parlamentar do Partido Socialista,  Vice-Presidente da Comissão  Parlamentar de Educação, Presidente da Comissão Parlamentar da Condição Feminina e porta-voz para os assuntos de Educação;
- Presidente do Conselho Nacional de Educação, eleita pela Assembleia da República em Maio de 1996; [1]

## Distinções
- Grande-Oficial da Ordem do Infante D. Henrique de Portugal (7 de março de 1997)[2]
- A partir do voto de pesar da C.M.L., o seu nome foi inscrito na toponímia de Lisboa, na rua interior da Alameda da Universidade, entre a Faculdade de Farmácia e a Faculdade de Medicina Dentária;[3]

## Outros Cargos
- Membro do “Grupo de Reflexão” sobre Política Educativa Europeia, constituído junto ao Gabinete da Comissária Europeia para a Educação e Formação, desde Setembro de 1995;
- Coordenadora do Grupo de Avaliação das Unidades de Investigação em Ciências da Educação e Psicologia, Ministério da Ciência e Tecnologia, Maio de 1996;
- Membro do Conselho Consultivo Geral da Fundação Calouste Gulbenkian, secção de Educação, Dezembro de 1996;[4]
- Membro do Conselho Geral do Montepio Geral, desde 1987; membro do Grupo de Estudos sobre Mutualidades e da Fundação Montepio Geral;
- Coordenadora da Secção Educação e Desenvolvimento da Sociedade Portuguesa das Ciências da Educação.

## Votos de Pesar
- | Conselho Nacional de Educação; Assembleia da República e Câmara Municipal de Lisboa
- Université Européenne de Formation, Tours
- Centro Nacional de Cultura
- Ciência Hoje
- Jornal Público